# SVC Chaos: SNK vs. Capcom
SVC Chaos: SNK vs. Capcom es un juego de peleas desarrollado por SNK Playmore. Es la cuarta entrega de SNK para la serie crossover entre SNK y Capcom, así como también uno de los últimos juegos para la placa Neo-Geo. 
Tras su conversión a Neo-Geo, el título fue adaptado a las consolas PlayStation 2 y Xbox, aunque en Estados Unidos solo se puso a la venta la versión de la consola de Microsoft, quedándose fuera la versión de PS2 debido a la política de la filial americana de Sony con respecto a no sacar juegos completamente compuestos por sprites que no fueran parte de un compilado. 
El juego se relanzó en julio de 2024 para Nintendo Switch, PlayStation 4 y PC. Esta versión agregó netcode con rollback y una galería en el juego.

## Jugabilidad
A diferencia del resto de la saga Capcom vs. SNK, el juego es exclusivamente un 1 vs. 1 a asalto único, en donde cada peleador tendrá una barra de vida de dos niveles (uno amarillo y uno rojo). El objetivo es derrotar a todos los rivales que ofrece el CPU en el menor tiempo posible, reemplazando a los puntos de bonificación, lo que se conoce como Time Attack.
Los comandos son similares al estilo de juego de la saga The King of Fighters, dos botones de puño, y dos de patada. Con los dos botones de golpe débil y manteniendo el direccional hacia delante o detrás, se podrá realizar un esquive hacia la dirección escogida, mientras que apretando los dos botones de golpe fuerte, se realizará un golpe crítico que puede romper la defensa.
Cada peleador tiene disponible por lo menos un hyper move, que ocupa una barra de energía de las tres disponibles, y un Exceed move, que puede ocupar dos o las tres barras de energía, realizándose solo si la barra de vida esta de color rojo. Con una barra de energía se pueden realizar un Guard Cancel Attack (contraatacar mientras se defiende, similar a los Counter moves de ambas compañías) o un Guard Cancel Front Step (esquivar mientras se defiende, heredado de la mecánica de los The King of Fighters). Con la barra al máximo se puede activar el Max Mode, de tiempo limitado, en el cual un combo, movimiento especial, Guard Cancel Attack o Guard Cancel Front Step puede ser cancelado con un hyper move.
El Time Atack permite que si se derrota a todos los rivales en menos de 10 minutos, se pueda enfrentar a un jefe secreto, los cuales son Red Arremer (Firebrand, de la saga Ghosts & Goblins) y Princess Athena (del juego Athena, y a la vez antepasado de Athena Asamiya).
Claves
Cada vez que se derrote a un adversario, aparecerá una clave solo por una vez:
- V: Ganar una partida completa con golpes y ataques DM
- S: Ganar una partida completa al ejecutar ataques DM
- Ex: Ganar una partida completa ejecutando ataques Exeed Moves
- S+ y Ex+: Ganar una partida completa tras ejecutar varios ataques especiales hasta conseguir derrotar al adversario.
- D: Si obtuviste un empate.

Colores
Esto dependerá del progreso en el videojuego que se haya ganado:
- Azul: Ganar por tiempo límite
- Amarillo: Ganar por ataques DM y con barra de vitalidad baja
- Gris: Ganar si el adversario cayo mareado por un golpe.
- Rojo: Ganar con PERFECT

Lo distintivo del juego por fuera de su jugabilidad es que cada peleador tiene un diálogo previo personalizado con cada rival (incluyendo sus peleas contra sí mismo).

## Producción
El juego empezó a programarse entre 1999 y 2000, sin embargo la bancarrota de SNK a fines de ese año interrumpió el proyecto. Se desconoce que partes terminaron quedando en el producto final. Ya en 2003 cuando el contrato de SNK y Capcom estaba a punto de terminar, Playmore, la gerenciadora de SNK entre 2002 y 2006, retomó el juego. El juego tuvo una aceptación mixta por parte de la crítica y los fanáticos, siendo la singularidad de varios personajes uno de los puntos más alabados del mismo (siendo alguno de ellos Zero de Mega Man Zero, Mars People de Metal Slug, o la primera aparición de Violent Ken, basado en la película de animación de Street Fighter II).

## Personajes
| Capcom                | Capcom                               | SNK                | SNK                          |
| Personaje             | Juego de origen                      | Personaje          | Juego de origen              |
| --------------------- | ------------------------------------ | ------------------ | ---------------------------- |
| Akuma/Gouki           | Super Street Fighter II Turbo        | Choi Bounge        | The King of Fighters '94     |
| Balrog/M. Bison       | Street Fighter II: The World Warrior | Earthquake         | Samurai Shodown              |
| Chun-Li               | Street Fighter II: The World Warrior | Geese Howard       | Fatal Fury: King of Fighters |
| Dan Hibiki            | Street Fighter Alpha                 | Genjuro Kibagami   | Samurai Shodown II           |
| Demitri Maximoff      | Darkstalkers                         | Iori Yagami        | The King of Fighters '95     |
| Dhalsim               | Street Fighter II: The World Warrior | Kasumi Tōdō        | Art of Fighting 3            |
| Firebrand/Red Arremer | Ghosts 'n Goblins                    | Kim Kaphwan        | Fatal Fury 2                 |
| Hugo Andore           | Final Fight                          | Kyo Kusanagi       | The King of Fighters '94     |
| Ken Masters           | Street Fighter                       | Leopold Goenitz    | The King of Fighters '96     |
| M. Bison/Vega         | Street Fighter II: The World Warrior | Mars People        | Metal Slug                   |
| Ryu                   | Street Fighter                       | Mai Shiranui       | Fatal Fury 2                 |
| Sagat                 | Street Fighter                       | Mr. Karate         | Art of Fighting              |
| Tessa/Tabasa          | Red Earth/Warzard                    | Princess Athena    | Athena                       |
| Vega/Balrog           | Street Fighter II: The World Warrior | Ryo Sakazaki       | Art of Fighting              |
| William Guile         | Street Fighter II: The World Warrior | Shiki              | Samurai Showdown 64          |
| Zero                  | Mega Man Zero                        | Terry Bogard       | Fatal Fury: King of Fighters |
| Violent Ken           | SVC Chaos                            | Orochi Iori        | The King of Fighters '97     |
| Shin Akuma/Gouki      | Street Fighter Alpha 2               | Serious Mr. Karate | SVC Chaos                    |

En negrita, personajes que debutan en la saga, Choi debuta como personaje jugable después de ser asistente de Chang en Capcom vs. SNK 2. Violent Ken y Serious Mr. Karate son personajes originales del juego.
En cursiva, jefes/personajes secretos (Violent Ken y Orochi Iori son jefes secundarios, Shin Akuma/Gouki y Serious Mr. Karate son jefes primarios y Firebrand/Red Arremer y Princess Athena son jefes secretos)

### Cameos en finales

#### SNK
Mai:
- Hokutomaru (Garou Mark of the Wolves)
Ryo y 
- Yuri Sakazaki (Art of Fighting)
- Robert García (Art of Fighting)
Mr. Karate
- Yuri Sakazaki (Art of Fighting)
- Robert García (Art of Fighting)
Kasumi:
- Ryuhaku Todoh (Art of Fighting)
Gesse:
- Billy Kane (Fatal Fury II)
- Hopper (Fatal Fury III)
- Ripper (Fatal Fury III)
Choi: 
- Chang Koehan (The King of Fighters 94)
Kim:
- May Lee (The King of Fighters 2001)
- Choi (The King of Fighters 94)
- Chang Koehan (The King of Fighters 94)
- Rosa (Kizuna Encounter)
Kyo:
-Orochi Iori 
Goenitz:
- Chizuru Kagura ( The King Of Fighters 96)
Mars People:
- Marco Rossi (Metal Slug)
- Erika Kasamoto (Metal Slug II)
- Fio Germi (Metal Slug II)
Orochi Iori:
- Heavy D!( The King of Fighters 94)
- Lucky Glauber (The King Of fighters 94)
Serious Mr. Karate
- Lee Pai Long (Art of Fighting)

#### Capcom
Ken y Violent Ken:
- Eliza (Street Fighter II)
Dan 1:
- Athena (Athena)
- God (Original)
Dan 2:
- Firebrand/Red Arremer (Ghosts 'n Goblins)
- Globin (Ghosts 'n Goblins)
Demitri 1:
- Athena (Athena)
- God (Original)
Demitri 2:
- Firebrand/Red Arremer (Ghosts 'n Goblins)
- Morock(Gargoyle's Quest II )
Akuma 1:
- Athena (Athena)
- God (Original)
Akuma 2:
- Morock(Gargoyle's Quest II )
Chun-Li
- Sodom (Final Fight)
- Damnd (Final Fight)
Sagat:
- Miembros de Shadawloo
M. Bison
- Juni (Street Fighter Alpha 3)
- Juli (Street Fighter Alpha 3)
Balrog:
- Miembros de Shadawloo
Hugo 1:
- Poison (Final Fight)
- Athena (Athena)
Hugo 2:
- Poison (Final Fight)
- Firebrand/Red Arremer (Ghosts 'n Goblins)
Zero:
- Ciel (Mega Man Zero)

## Fechas de lanzamiento
- Arcade
  - Julio de 2003 (Japón y Estados Unidos)
- Neo-Geo
  - 14 de noviembre de 2003 (Japón y Estados Unidos)
- Playstation 2
  - 25 de diciembre de 2003 (Japón)
  - 15 de abril de 2005 (Europa)
- Xbox
  - 7 de octubre de 2004 (Japón)
  - Marzo de 2005 (Estados Unidos)
- Windows
  - 20 de julio de 2024
- Nintendo Switch, PlayStation 4
  - 22 de julio de 2024